# Отчаянные меры (фильм, 1998)
Отча́янные ме́ры (англ. Desperate Measures) — американский триллер 1998 года режиссёра Барбе Шрёдера.

## Сюжет
Полицейский Фрэнк Коннор решает дилемму: спасти смертельно больного сына или выполнить свой профессиональный долг — задержать преступника.

## В ролях
| Актёр            | Роль                    |
| ---------------- | ----------------------- |
| Майкл Китон      | Питер МакКейб           |
| Энди Гарсиа      | Фрэнк Коннер            |
| Брайан Кокс      | Капитан Иеремия Кэссиди |
| Марша Гей Харден | Доктор Саманта Хокинс   |
| Эрик Кинг        | Нейт Оливер             |
| Эфрен Фижюра     | Варгас                  |
| Джозеф Кросс     | Мэтью Коннер            |